# Cubocephalus crassivalvus
Cubocephalus crassivalvus är en stekelart som beskrevs av Hinz 1969. Cubocephalus crassivalvus ingår i släktet Cubocephalus och familjen brokparasitsteklar. Arten är reproducerande i Sverige. Inga underarter finns listade i Catalogue of Life.